# John Constantine
Pour les articles homonymes, voir Constantine.
 (janvier 2024).
Si vous disposez d'ouvrages ou d'articles de référence ou si vous connaissez des sites web de qualité traitant du thème abordé ici, merci de compléter l'article en donnant les références utiles à sa vérifiabilité et en les liant à la section « Notes et références ».
John Constantine est le personnage de fiction principal de la série de comics Hellblazer publiée par DC Comics. C'est un anti-héros, spécialiste de la magie noire et de l'occulte. Il se caractérise par un style sarcastique et parfois méprisant envers les autres. Sa première apparition a lieu dans le comics Swamp Thing en 1985, sous la plume d'Alan Moore.

## Biographie fictive

### Jeunesse
Il est originaire de Liverpool. Sa mère étant morte à sa naissance, il a été élevé avec sa sœur Cheryl, par son père, avec qui il ne s'entendait pas. 
Durant sa jeunesse, il a fait partie d'un groupe punk nommé Membrane muqueuse. Gary Lester, personnage qui réapparaît dans la première histoire de Hellblazer, série attitrée de John Constantine, ainsi que Francis Chandler, surnommé Chas et meilleur ami de John, font aussi partie de ce groupe.
C'est durant cette période, que survint la première réelle expérience de John avec le monde occulte. Surnommée rétrospectivement l'« accident de Newcastle », celle-ci fut un désastre. En tournée avec le groupe dans cette ville, il découvrit une fillette nommée Astra dans le sous-sol d'un club où ils devaient jouer. Violée par un groupe d'adultes, Astra avait créé inconsciemment un monstre qui avait massacré tout le monde. John persuada le groupe d'amis qui gravitait autour de lui de conjurer le sort en invoquant un démon. Mais celui-ci étant hors de contrôle, il emporta la fillette jusqu'en enfer, en lui arrachant un bras. On découvrit plus tard que ce démon n'était autre que Nergal, ennemi récurrent de la série. Cet événement, décrit dans un flashback dans l'épisode 11 de Hellblazer, marque John, qui finit enfermé à l'asile de Ravenscar, et hante aussi tous les membres présents lors de cette séance.

### Le John Constantine d'Hellblazer
Les premiers numéros d'Hellblazer font apparaître un John Constantine qui maîtrise parfaitement sa magie noire et qui est capable de tirer de nombreuses ficelles pour arriver à ses fins. Dans les premiers arcs de la série, on le voit maîtriser un démon qui possède les êtres vivants en les faisant assouvir leurs envies jusqu'à la mort, puis on le voit combattre simultanément l'armée de la Résurrection, ainsi que le démon Nergal et son armée de la damnation, qui sont deux camps opposés. À chaque fois, il sort vainqueur, en ayant mystifié tout le monde, amis comme ennemis. Son ancien acolyte Gary Lester, sa petite amie Zed et le démon Nergal en font les frais. Sans oublier que deux de ses amis, Ray Monde et Ritchie Simpson, font partie des dégâts collatéraux, volontairement ou pas. C'est une des caractéristiques de John Constantine : la plupart de ses proches finissent par mourir, et viennent ensuite hanter sa conscience.

### Apparitions dans d'autres comics
Il fait sa première apparition dans le 2eme tome des comics Swamp Thing crée par Alan Moore.
Il apparaît dans la série de comics Sandman de Neil Gaiman, en tant que personnage secondaire de l'un des chapitres.
Il apparaît aussi dans le comic Injustice - Les dieux sont parmi nous, où il s'allie au camp des rebelles menés par Batman.
Il apparaît également dans l'épilogue de la série Brightest Days.
À partir de septembre 2011, date de la Renaissance DC, il est le personnage principal de la Justice League Dark.

## Bisexualité

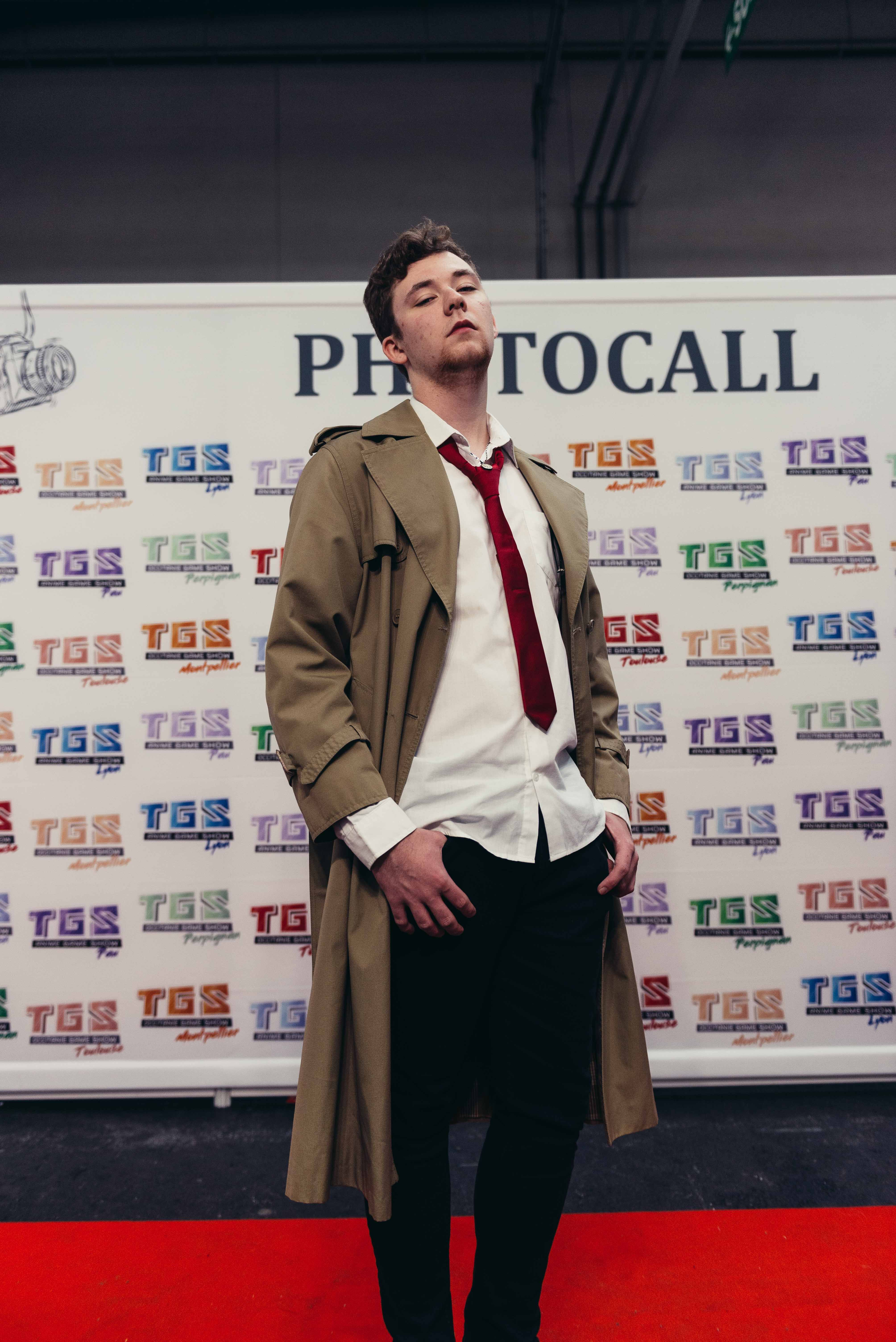
Cosplay de John Constantine au Toulouse Game Show, Toulouse en 2019.

Constantine est bisexuel dans le comics,. Dans l'adaptation télévisée de 2014, sa bisexualité est effacée et le personnage est dépeint comme hétérosexuel, alors même que les personnages bisexuels sont rares dans les films ou les séries télévisées (Jack Harkness (Doctor Who) et Oberyn Martell (Game of Thrones) étant de rares exceptions). 
Dans la version télévisée, les producteurs de la série Constantine ont fait le choix de ne pas développer la sexualité du personnage à l'écran, causant une réaction de certains fans. À partir de son retour dans la saison 3 de Legends of Tomorrow, le personnage redeviendra bisexuel.
Il est d'ailleurs révélé dans le film Justice League Dark: Apokolips War, que Constantine a eu une relation intime avec King Shark.

## Apparition dans d’autres médias
Keanu Reeves interprète le rôle-titre dans le film Constantine sorti en 2005.
Matt Ryan interprète le personnage à l'écran dans les productions liées à l'Arrowverse. Il tient le rôle principal de la série Constantine (2014). Il reprend son rôle dans l'épisode 5 de la saison 4 de Arrow avant de devenir régulier dans la série Legends of Tomorrow (saison 3 à 6). En outre, Matt Ryan reprend aussi son rôle dans un épisode de Batwoman (saison 1 épisode 9) et un épisode de Flash (saison 6 épisode 9). 
Matt Ryan double également le personnage dans les films d'animation Justice League Dark (2017), Justice League Dark: Apokolips War (2020), Constantine: The House of Mystery (2022), Justice League: Crisis on Infinite Earths Part 2 (2024), Justice League: Crisis on Infinite Earths Part 3 (2024) ainsi que dans la web-série d'animation Constantine (Constantine: City of Demons) et dans la série Harley Quinn (saison 3 épisode 5).
John Constantine doublé par Damian O'Hare fait plusieurs apparitions dans la série d'animation La Ligue des justiciers : Action.